# Old Saybrook
Old Saybrook város az USA Connecticut államában, Middlesex megyében. Lakosainak száma 10 481 fő (2020. április 1.).

## Népesség
A település népességének változása:

| 2010 | 10 242 |
| 2020 | 10 481 |